# Orion (Star Trek)
Az Orion egy faj a Star Trek univerzumban. Bolygójuk a Rigel rendszerben található. A férfi Orionok az embereknél magasabbak, izmosabbak, általában kopaszok. Az Orion nők magasak és karcsúak, hajuk hollófekete vagy vörös és meglehetősen vonzóak. Mindkét nem esetében zöld a bőrszín. Az Orionok kereskedő és rabszolgatartó nép, társadalmukat magas pozícióban lévő nők irányítják. Teljes nőuralom azonban nem jellemző az Orionokra, az alacsony rangú nőket általában szexrabszolgaként adják el a rabszolgapiacokon.
Az Orionok alapvetően semleges állást foglalnak el a bolygóközi konfliktusokban. Legismertebb képviselőik általában az Orion Szindikátus néven ismert kereskedelmi szövetség tagjai, ezek lehetnek törvényes kereskedőktől a csempészeken át kalózokig bezáróan mindenki.